# Северная Каролина Тар Хилз (баскетбол)
«Северная Кароли́на Тар Хилз» (англ. North Carolina Tar Heels) — мужская баскетбольная команда университета Северной Каролины выступающая в чемпионате NCAA, в конференции Атлантического Побережья. «Тар Хилз» — 6-кратные чемпионы NCAA, последний раз они завоевали титул в 2017 году. По количеству побед в чемпионате «Северная Каролина» уступает лишь «УКЛА Брюинз» (11 титулов) и «Кентукки Уайлдкэтс» (8). В разные годы за «Тар Хилз» играли Майкл Джордан и Джеймс Уорти.

## Действующие игроки выступающие в НБА
- Барнс, Харрисон
- Грин, Дэнни
- Джеймисон, Антуан
- Дэвис, Эд
- Картер, Винс
- Лоусон, Тай
- Маршалл, Кендалл
- Райт, Брендан
- Стэкхауз, Джерри
- Уильямс, Марвин
- Фелтон, Рэймонд
- Хэйвуд, Брендан
- Хэнсбро, Тайлер
- Эллингтон, Уэйн

## Достижения
- Чемпион Helms: 1924
- Чемпион NCAA: 1957, 1982, 1993, 2005, 2009, 2017
- Финалист NCAA: 1946, 1968, 1977, 1981, 2016
- Полуфиналист NCAA: 1946, 1957, 1967, 1968, 1969, 1972, 1977, 1981, 1982, 1991, 1993, 1995, 1997, 1998, 2000, 2005, 2008, 2009, 2016, 2017
- Четвертьфиналист NCAA: 1941, 1946, 1957, 1967, 1968, 1969, 1972, 1977, 1981, 1982, 1983, 1985, 1987, 1988, 1991, 1993, 1995, 1997, 1998, 2000, 2005, 2007, 2008, 2009, 2011, 2012, 2016, 2017
- 1/8 NCAA: 1957, 1967, 1968, 1969, 1972, 1975, 1977, 1981, 1982, 1983, 1984, 1985, 1986, 1987, 1988, 1989, 1990, 1991, 1992, 1993, 1995, 1997, 1998, 2000, 2005, 2007, 2008, 2009, 2011, 2012, 2015, 2016, 2017, 2019
- Участие в NCAA: 1941, 1946, 1957, 1959, 1967, 1968, 1969, 1972, 1975, 1976, 1977, 1978, 1979, 1980, 1981, 1982, 1983, 1984, 1985, 1986, 1987, 1988, 1989, 1990, 1991, 1992, 1993, 1994, 1995, 1996, 1997, 1998, 1999, 2000, 2001, 2004, 2005, 2006, 2007, 2008, 2009, 2011, 2012, 2013, 2014, 2015, 2016, 2017, 2018, 2019
- Победители турнира конференции: 1922, 1924, 1925, 1926, 1935, 1936, 1940, 1945, 1957, 1967, 1968, 1969, 1972, 1975, 1977, 1979, 1981, 1982, 1989, 1991, 1994, 1997, 1998, 2007, 2008, 2016
- Победители регулярного чемпионата конференции: 1923, 1925, 1935, 1938, 1941, 1944, 1946, 1956, 1957, 1959, 1960, 1961, 1967, 1968, 1969, 1971, 1972, 1976, 1977, 1978, 1979, 1982, 1983, 1984, 1985, 1987, 1988, 1993, 1995, 2001, 2005, 2007, 2008, 2009, 2011, 2012, 2016, 2017, 2019